# 검은댕기해오라기
검은댕기해오라기(학명: Butorides atricapilla)는 백로과의 새이다. 몸길이는 약 31cm이고 머리꼭대기와 뒷머리는 녹색 광택이 나는 검은색으로, 길이가 6-7cm인 가는 버들잎 모양의 깃털이 있다. 부리는 검은색으로 길고 뾰족하며, 등은 암회색이고, 배는 밝은 회색이다. 눈과 발은 노란색이고, 다리는 녹색을 띤 노란색이다. 논, 개울가, 야산을 낀 못, 웅덩이, 산 골짜기에 흐르는 시냇물, 하천 등지에 서식한다. 보통 야행성이지만 낮에도 활동한다. 먹이는 작은 물고기·개구리·갑각류·수생곤충·올챙이 등이며 암컷은 3-6개의 알을 낳는데, 알은 엷은 청록색으로 타원형이다. 중앙아메리카·남아메리카·아시아 동북부에서 번식하며, 대만·필리핀·보르네오섬·자와섬 등지에서 월동한다. 한국에서는 전국에 걸쳐 번식하는 여름철새이다.

## 참고 자료
- 이 문서에는 다음커뮤니케이션(현 카카오)에서 GFDL 또는 CC-SA 라이선스로 배포한 글로벌 세계대백과사전의 내용을 기초로 작성된 글이 포함되어 있습니다.